# بنزن
بِنزِن (به انگلیسی: Benzene) با فرمول مولکولی  C6H6 نوعی هیدروکربن حلقوی است که سرگروه آروماتیک‌ها نیز است همچنین مایعی است بی‌رنگ، خوشبو و فرار که با شعله زرد رنگ همراه با دوده می‌سوزد و در تولید صنعتی گروهی از مواد مانند پلی‌استایرن، لاستیک مصنوعی و نایلون استفاده می‌شود. این مایع در تهیهٔ شوینده‌ها و رنگ‌ها نیز به کار می‌رود.
بنزن متعلق به خانوادهٔ هیدروکربن‌هاست که هر مولکول آن ۶ اتم کربن و ۶ اتم هیدروژن دارد که یک آرایش حلقوی را به‌وجود می‌آورند. این آرایش، حلقهٔ بنزن نامیده می‌شود که در بسیاری از ترکیبات از جمله آسپیرین و مادهٔ منفجرهٔ تری‌نیتروتولوئن نیز وجود دارد. بنزن سمی و سرطانزا است.
افزودن بنزن به بنزین، عدد اکتان بنزین را افزایش و احتمال کوبش موتور را کاهش می‌دهد. به همین دلیل تا دهه ۱۹۵۰ بیشتر بنزین‌ها چندین درصد بنزن داشتند اما پس از آن تترااتیل سرب رایج‌تر از بنزن شد. منسوخ شدن بنزین‌های سرب‌دار باعث بازگشت بنزن به بنزین‌های برخی کشورها شده‌است اما با توجه به اثرات منفی این ماده بر سلامتی مقررات سفت و سختی در مورد میزان بنزن بنزین وضع شده‌است که معمولاً میزان آن را به کمتر از یک درصد محدود کرده‌است.

## تاریخچه
بنزن را مایکل فارادی در سال ۱۸۲۵ میلادی کشف کرد. اولین بار فارادی بنزن را از گاز درخشان فشرده‌ای جداسازی کرد که از پیرولیز روغن وال ساخته می‌شد و آن را برای اولین بار بی کاربورِت هیدروژن نامید. سپس در سال ۱۸۳۴ میلادی فردی به نام آیل هارت میچرلیش بنزن را از گرما دادن بنزوئیک اسید با کلسیم اکسید سنتز کرد و با اندازه‌گیری چگالی بخار آن، نشان داد بنزن دارای فرمول مولکولی C6H6 است. بنزن در گذشته از طریق حرارت دادن قطران زغال‌سنگ و سپس تبدیل بخار آن به مایع به‌دست می‌آمد اما امروزه بنزن به مقدار زیاد از نفت خام استخراج می‌شود.

## ساختار مولکولی
با توجه به فرمول مولکولی بنزن، ساختارهای مختلفی برای این مولکول متصور است. دانشمندان شیمی آلی در قرن نوزدهم حدس‌های مختلفی دربارهٔ ساختار این مولکول داشتند که برخی از آن‌ها با توجه به تعداد محصولان ایزومری مشتق شده از بنزن، رد شده و برخی دیگر مورد قبول بودند تا این‌که ساختار اصلی و واقعی بنزن توسط فردریش آگوست ککوله در سال ۱۸۶۵ میلادی شناسایی شد.
براساس توصیف ککوله، بنزن یک مولکول حلقوی است که در آن شش اتم کربن یک ساختار شش‌ضلعی منتظم تشکیل داده‌اند و هر کدام به یک اتم هیدروژن هم متصل هستند. او این‌طور بیان کرد که پیوندهای کووالانسی بین اتم‌های کربن به شکل یک‌درمیان، ساده و دوگانه است. البته وی معتقد بود جای پیوندهای ساده و دوگانه به سرعت عوض می‌شود و این مورد موجب می‌گردد طول پیوندهای کربن-کربن یکسان باشد. (در واقع او برای بنزن چیزی شبیه به مفهوم امروزی رزونانس را توصیف نمود).

## توصیف اوربیتالی
بر اساس توصیف اوربیتالی ناشی از مکانیک کوانتوم، می‌توان هر کربن را دارای هیبریداسیون sp2 در نظر گرفت که هر یک از این اوربیتال‌ها برای تشکیل پیوند کووالانسی سیگما با اتم هیدروژن و دو اتم کربن همسایه به کار می‌روند. نهایتاً یک اوربیتال p هم باقی می‌ماند که عمود بر صفحه مولکول است و قابلیت هم‌پوشانی جانبی با اوربیتال‌های مشابه بر روی کربن‌های مجاور را دارد؛ بنابراین ابر الکترونی پای (∏) در اثر هم‌پوشانی شش اوربیتال p بر روی شش اتم کربن حلقه تشکیل می‌گردد.

## ویژگی‌ها
مایع بی‌رنگ، معطر و شاید دارای رایحه خوب، به سرعت بخار می‌شود و دارای قابلیت اشتعال فوق‌العاده بالا است. این ماده در مواد پلاستیک، رزین، نایلون، روغن‌های روان‌ساز، مواد رنگی، پاک کننده‌ها، سموم آفت کش و… موجود است

## مشتقات بنزن
تمام مشتقات بنزن را می‌توان در شمار مواد آلی آروماتیک دانست. مثل نفتالن، تولوئن و…
- تولوئن (متیل‌بنزن) :  C6H5CH3
- فنول (هیدروکسی‌بنزن) : C6H5OH
- آنیلین (آمینو‌بنزن) :  C6H5NH2
- بنزوئیک اسید (کربوکسی‌بنزن) :  C6H5COOH
- نیتروبنزن :  C6H5NO2
- زایلن‌ (دی‌متیل‌بنزن) :  C6H4(CH3)2
- کلروبنزن :  C6H5Cl
- استایرن (وینیل‌بنزن):  C6H5CH=CH2
- کومن (ایزوپروپیل‌بنزن):  C6H5CH(CH3)2
- بیفنیل (دی‌فنیل):  C6H5C6H5[۹]

## میزان مجاز بنزن در بنزین
برابر با استاندارد ۲۲۸ EN و ۱۳۱۹ ASTM D حداکثر میزان مجاز بنزن در بنزین ۱ درصد حجمی است. برای سال ۲۰۱۱ میلادی ایالات متحده میزان مجاز بنزن در بنزین را به ۰/۶۲ درصد کاهش داده‌است. در ایران هرچند با استفاده از بنزین یورو ۴ میزان بنزن در بنزین کاهش یافته‌است، اما در خصوص رعایت حد استاندارد بین سازمان‌های مسئول اختلاف وجود دارد.
حد استاندارد اروپا برای آلاینده بنزن موجود در هوا پنج میلی‌گرم در مترمکعب (PPB) و در ژاپن سه میلی‌گرم بر مترمکعب است در حالی که در پنج منطقه آلوده تهران بالاترین میزان بنزن موجود در هوا ۱۵۰ میلی‌گرم بر متر مکعب و کمترین میزان ۵۰ میلی‌گرم در متر مکعب است؛ بنابراین میزان آلاینده بنزن در هوای پایتخت ایران در اواخر دهه ۱۳۸۰، حداقل بیش از ۱۲ برابر استانداردهای جهانی بوده‌است و گاه در زمان آلودگی هوا تا 300 PPB و در برخی مناطق 1000 PPB نیز رسیده‌است. با توزیع بنزین یورو۴ در کلانشهرها، در اواسط دهه ۱۳۹۰ میزان بنزن به 30 PPB رسیده‌است.

## خطرات بنزن
بنزن به عنوان ترکیبی سرطان‌زا شناخته شده‌است. تمام روش کارهای شامل بنزن را باید در زیر هود انجام داد و از دستکش‌های آزمایشگاهی استفاده کرد.
از بنزن در گذشته به عنوان یک حلال متداول در آزمایشگاه‌ها استفاده می‌شده‌است ولی بعد از اینکه دانشمندان پی به هویت سرطان‌زای آن بردند، استفاده از آن به عنوان یک حلال بسیار محدود شد و سعی شد از حلال‌های مشابه مانند استون و… استفاده شود.
تماس طولانی مدت با بنزن، تأثیرات مخربی را بر روی بافت‌های سازنده سلول‌های خون خصوصاً سلول‌های مغز استخوان می‌گذارد.
عوارض تماس مزمن با بنزن، کاهش خون سازی بدن، ناتوانی در سیستم ایمنی بدن و همچنین سرطان خون، لوسمی، اختلال در سیستم تنفسی، فراموشی مزمن، تأخیر در استخوان بندی جنین انسان، صدمه به سیستم تولید مثل انسان، ناباروری، تولید تومورهای غدد لنفاوی و صدمه به کبد است.
چندین مؤسسه از جمله انجمن تحقیقات سرطان دنیا، انجمن حفاظت محیط زیست آمریکا، اداره خدمات بهداشت آمریکا، بنزن را عامل سرطان خون (لوسمی) و دارای درجه سرطان زایی یک معرفی کرده‌اند. دوره پنهانی سرطان خون به‌طور معمول ۵ تا ۱۵ سال بعد از اولین تماس روی می‌دهد.